# Palacio de Zambrano

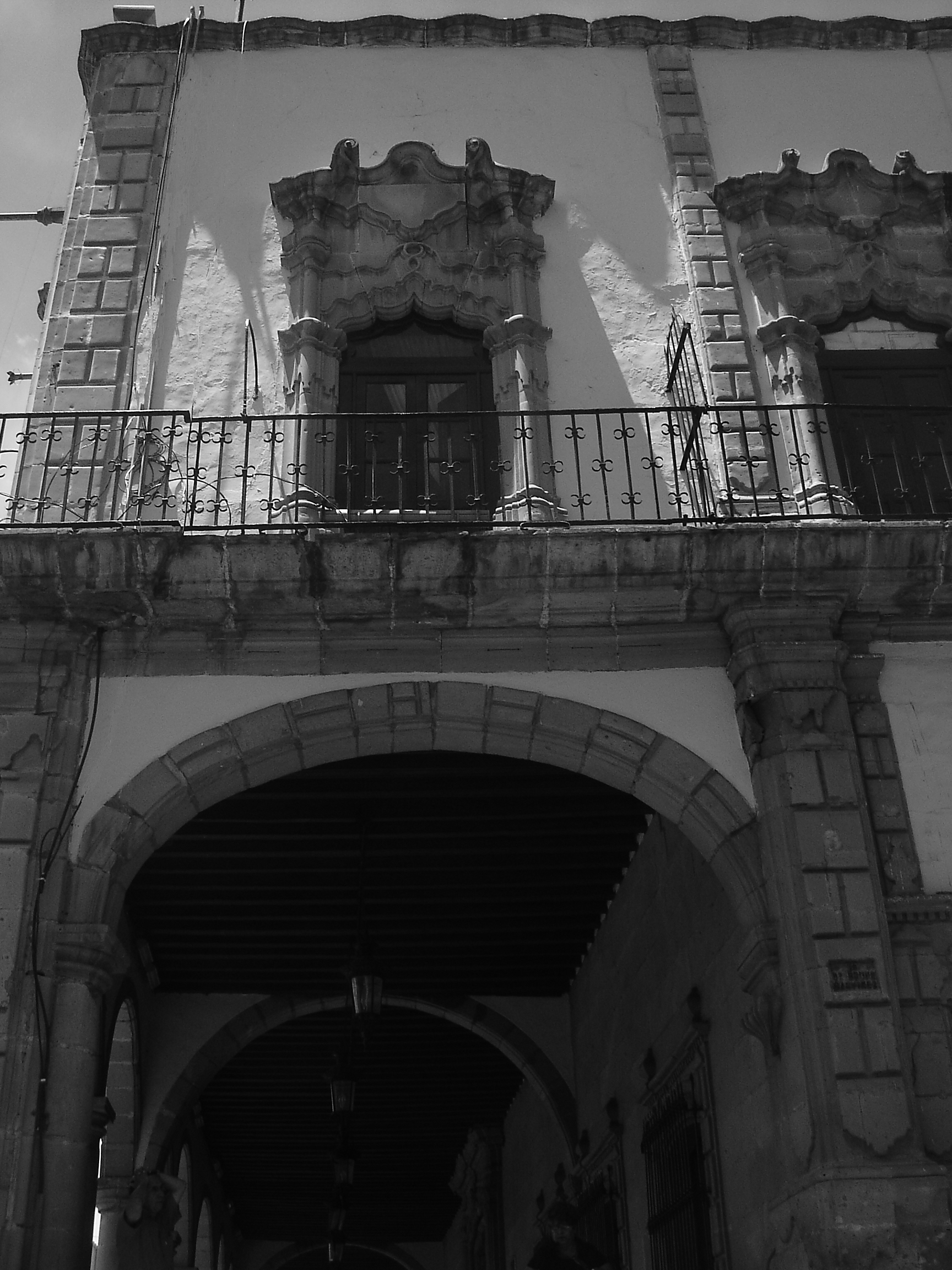
Vista de una parte de la fachada oriental del palacio.

El Palacio de Zambrano es un palacete que data de finales del siglo XVIII, situado en la ciudad de Victoria de Durango, en el estado mexicano de Durango. Actualmente alberga el museo  "Francisco Villa de Durango".
En su origen fue edificado para servir de residencia al rico minero y capitán Juan José Zambrano, actualmente se encuentran en su interior salas temáticas de la vida del Gral. Francisco Villa.
El edificio muestra una tendencia barroca sobria afrancesada y forma parte del centro histórico de la ciudad de Durango, se extiende por una superficie que otrora ocupara casi la totalidad de la manzana en la que se encuentra, no obstante la superficie actual del palacio es de aproximadamente 6200 m². Es seguramente el edificio residencial particular más suntuoso construido en la ciudad de Durango.

## Historia

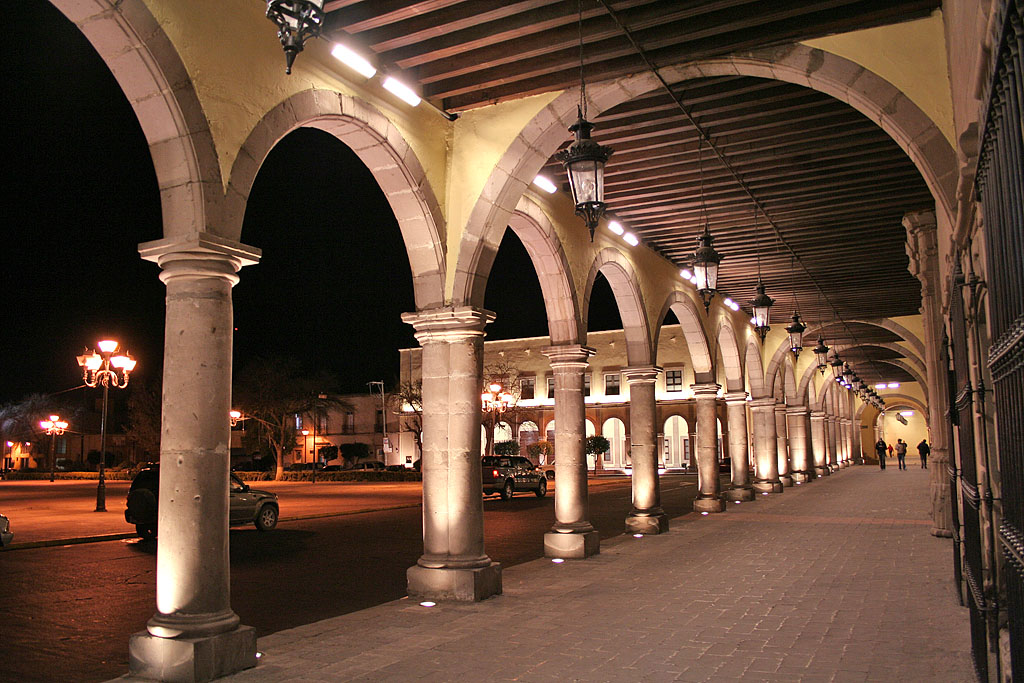
Portal del palacio en perspectiva hacia la plaza IV Centenario

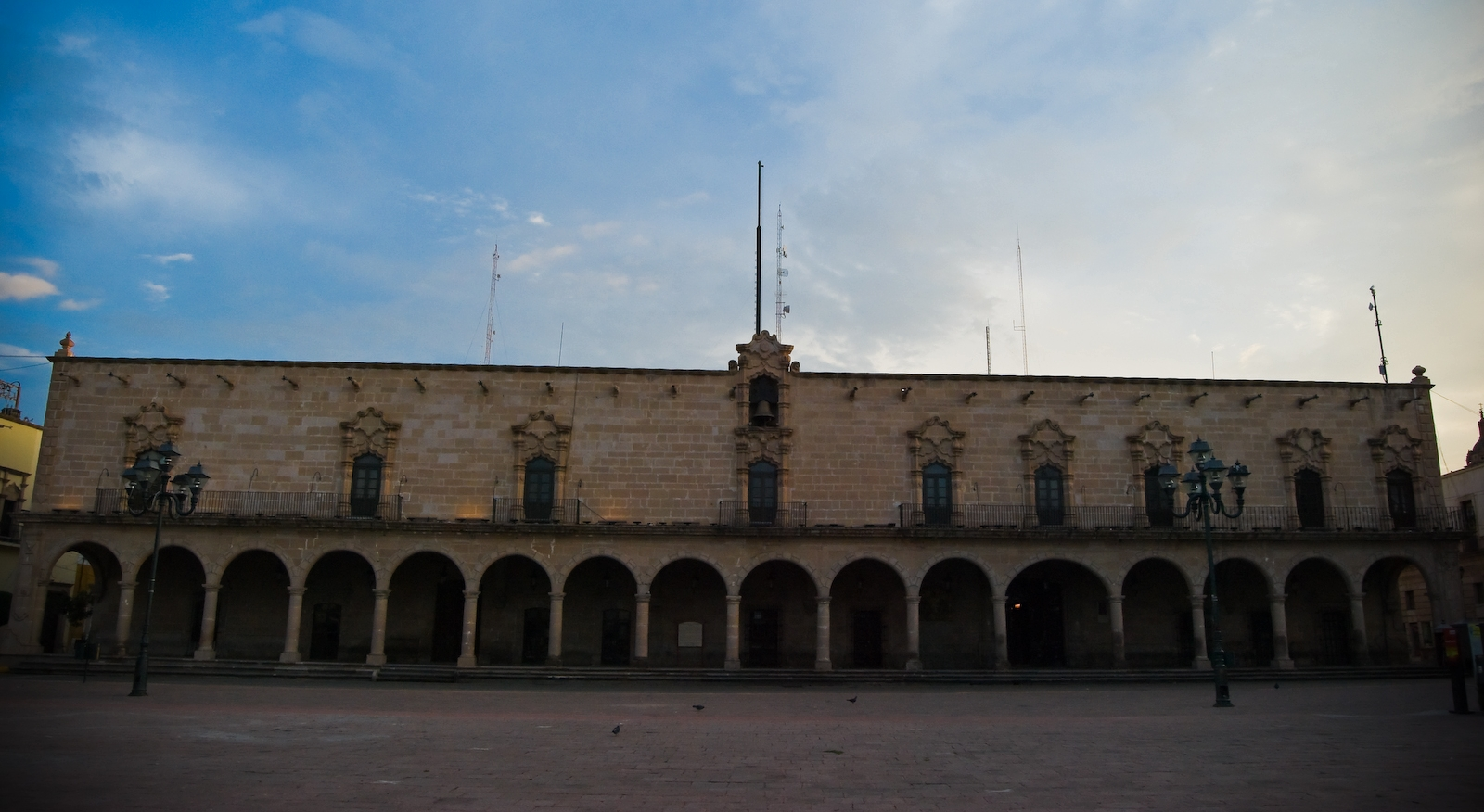
Fachada principal

El palacio fue ordenado construir por el capitán Juan José Zambrano hacia el año 1795, anteriormente el capitán se había convertido en el principal explotador de una serie de minas en Guarizamey, en la sierra de Durango. Esto lo convirtió en una persona adinerada, capaz de construir tal obra y de cambiar su lugar de residencia para asentarse en la capital de la Nueva Vizcaya de manera que se encontrara en la ciudad más cercana a sus propiedades. La edificación se extendió entre los años 1795 y 1800.
Al contrario de ciertos rumores, el capitán Zambrano no fue conde aunque por su cuantiosa riqueza fue conocido como tal. - A la casa a veces se le nombra como Palacio del Conde de Zambrano-
El inmueble fue la residencia de Zambrano hasta su muerte en 1816 y tras la proclama de independencia de México, fue arrendado por la familia del capitán para diversos usos como oficinas y comercios. La posición económica de la familia fue empeorando y el edificio fue expropiado en 1857 totalmente por el gobierno (que ya había ocupado parte de él como oficinas) para convertir el monumental edificio en despacho del ejecutivo, uso que actualmente se le continua dando.
Aunque existió un proyecto para la construcción de un palacio de gobierno en Durango a cargo de Manuel Tolsá, este nunca se erigió y por esta razón se expropió un edificio de importancia en la ciudad para dar paso a las oficinas de gobierno.
En el año 1867 Benito Juárez, entonces Presidente de México, a su regreso para la restauración de la república desde el Paso del Norte, fue hospedado en el palacio de Zambrano por unos días, mismos durante los cuales el palacio fue sede del poder ejecutivo de México.

## Descripción arquitectónica
El palacio de Zambrano es de un estilo barroco austero con una pequeña influencia francesa, al igual que varios edificios construidos en la ciudad alrededor de la misma época; aunque sobrio, su fachada sur está totalmente edificada en cantera. 

### Fachada
Cuenta con dos plantas, en la primera existe un portal de múltiples arcos que corre a lo largo de toda la fachada sur y que es el único pasaje exterior de este tipo y del siglo XVIII que sobrevive en la ciudad, esto le da al edificio un fuerte aspecto colonial; los arcos son de medio punto, sostenidos por columnas toscanas que en la parte interior del portal sostienen una cubierta de vigas. Los arcos fajones de la cubierta están soportados a su vez con columnas adosadas al muro exterior y en el otro extremo a las columnas exteriores.
Arcos, ventanas y esquinas están almohadillados, a pesar de que por las esquinas escurren los flecos barrocos. 
En la segunda planta se observan pequeños balcones de hierro forjado a los cuales se accede por las ventanas colocadas a intervalos irregulares en toda la fachada, son siete en total las dispuestas en la portada principal. La balconera del edificio, realizada con hierro, es aunque simple muy elegante.
Las ventanas de todo el edificio, inclusive en los balcones son verticales y siguen el gusto de la época al agregar un copete sobre los remates superiores, formándose en gruesas molduraciones que combinan a la perfección con la cornisa que remata el edificio, ondulante y sobresaliente, que proyecta sombra en forma de ángulos agudos sobre el muro de la fachada sur y que solo está interrumpida por el nicho central .
En las fachadas oriente y poniente sobresalen los elementos de cantera como cornisas, molduras, columnas y arcos, a juego con los de la fachada sur, mientras que el muro permanece encalado y pintado en amarillo. En la fachada oriente y poniente existen una serie de balcones similares a los siete ubicados en la fachada sur.

### Puertas
La fachada tiene dos puertas, por la principal solo podía acceder el capitán Zambrano, los inversionistas y demás personas de negocios, por la puerta en la fachada este accedía la servidumbre y por la puerta oeste podía acceder la familia. 
Es la puerta central la más prominente por la cual se accede al patio principal. Tiene columnillas adosadas con guardamalleta y arcos recortados rebajados en el intradós, con medallones al centro y bordadura mixtilínea con roleos. La puerta oeste con pórtico en madera de arco rebajado y cornisa denticulada con jarrones.

## Nicho para la réplica de campana de Dolores
En el nicho sobre el balcón central se colocó una réplica de la campana de Dolores, al igual que en los 31 palacios de gobierno de los demás estados de México. En el palacio de Zambrano, el nicho fue realizado siguiendo el estilo del edificio y agregando el número 1810 en un medallón sobrepuesto a la cornisa para conmemorar el año de inicio de la Guerra de Independencia. Esta campaña es usada para evocar el “Grito de Dolores” el 15 de septiembre de cada año, ceremonia encabezada por el mandatario estatal. Campanas como la réplica del nicho central existen 32, una en cada palacio de gobierno; una más se encuentra en el museo de la Alhóndiga de Granaditas en ciudad de Guanajuato, otra en el pueblo de Dolores, en el estado de Guanajuato y la campana original usada por el cura Miguel Hidalgo y Costilla se encuentra en un nicho sobre el palco central del Palacio Nacional.

## Interior del palacete

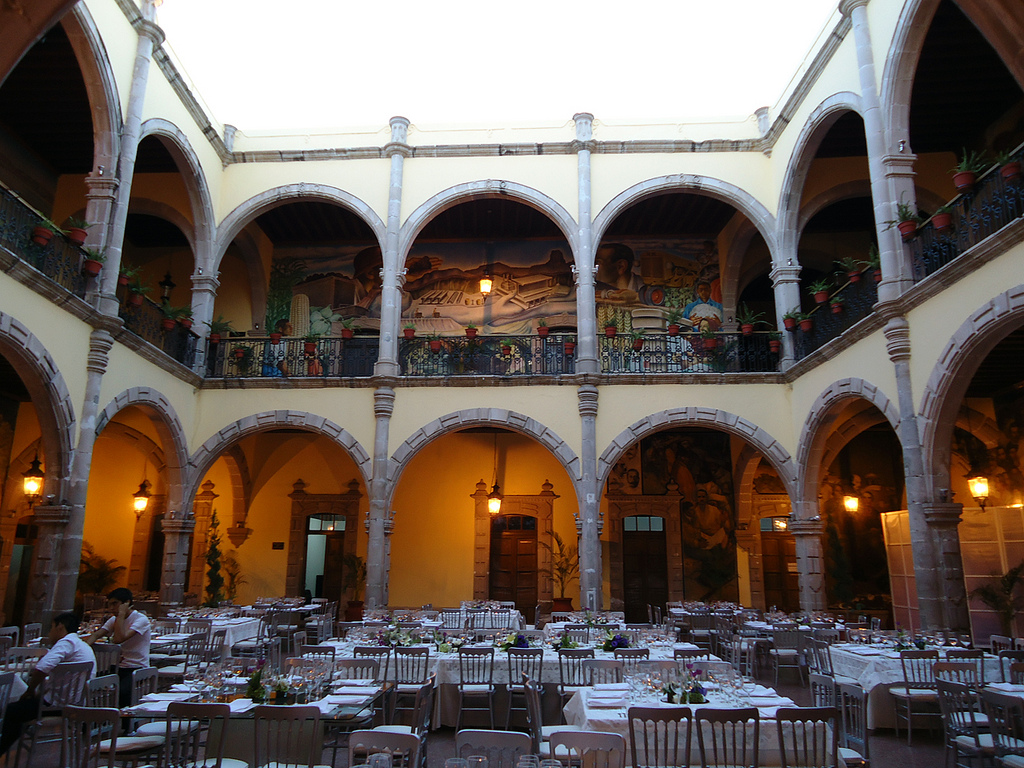
Patio menor del palacio con anterioridad a un evento

En el interior cuenta con tres patios y una capilla, el patio principal es barroco, muy adornado, y cuenta con una gran escalera medieval que conduce al segundo piso. En el interior por la puerta principal se ubica un patio de planta cuadrada, con arquería de medio punto, apoyada en pilastras con relieves de almohadillado. Las columnas se prolongan hasta el segundo nivel con acceso por escalinata que presenta en el descanso, un nicho con venera y escultura en bronce de Benito Juárez; óleos laterales con efigies de Francisco Zarco y Guadalupe Victoria. El segundo nivel, arcos de medio punto apoyados en pilastras con columnas adosadas; todo con barandales de herrería colonial.
En todos los muros, se exhiben algunas pinturas murales elaboradas más recientemente, son murales (frescos y temples) que relatan la historia de la ciudad y sus momentos más importantes al igual que el desarrollo del país, pintados por Manuel Guillermo de Lourdes, en los muros del patio principal existe un mural dedicado a la Revolución mexicana y a Francisco Villa, en planta alta del patio principal un mural pintado por el maestro Francisco Montoya de la Cruz y otras pinturas concluidas el 15 de septiembre de 1950; y, en el cubo de la escalera que se encuentra en el segundo patio, se aprecia un mural modernista pintado por Guillermo Bravo Muran. Las pinturas más recientes son de Ernesto Flores Esquivel, realizadas en abril de 1981.

## Teatro Victoria
El Palacio de Zambrano también contaba anteriormente con su teatro particular; ubicado junto a la fachada oriente, este servía para el entretenimiento de la familia Zambrano y desde poco tiempo tras su terminación fue abandonado. 
Se construyó un escenario con butacas en acomodo similar a una herradura, sin techo, que sería llamado el teatro “Coliseo” y que tuvo un costo de 22,000 pesos aproximadamente, tal teatro es uno de los más antiguos del norte de la república y fue inaugurado el 19 de marzo de 1800.
La entrada al teatro era por el palacio, sin embargo tras la adjudicación de este por parte del gobierno estatal, el teatro fue remodelado y ampliado, cambiada su fachada y creada una entrada por la actual calle de Bruno Martínez, para inaugurarlo de nuevo en 1910 con el nombre de “Teatro Victoria”, en honor al primer presidente de México nacido en Durango, Guadalupe Victoria. 
La Gaceta de México lo describió como:
“todo de piedra de sillería, para ponerlo a cubierto de algún incendio y se dispuso con toda belleza, simetría y proporciones, aun los más retirados espectadores pueden ver a satisfacción; su ámbito es el más capaz pues contiene 26 palcos, muy cómodos y unos arcos por los costados”.

## Plaza IV Centenario
En el transcurso del siglo XX se decidió que los poderes estatales se concentraran en torno a la plaza IV Centenario (otrora una huerta de los religiosos jesuitas), es por esta razón que existen dos edificios en la esquina noroeste de la plaza que comparten el estilo del palacio (aunque más sobrio) e introducen portales a sus fachadas, el Congreso del Estado de Durango y el Tribunal de Justicia del estado, sin embargo, el estilo de estos edificios se aleja del barroco y solo incorpora rastros coloniales a su fachada, para ejemplo esta el reducido uso de cantera en comparación al palacio. Ignorando las faltas anteriores se podría decir que el conjunto de los tres edificios resulta a pesar de todo armónico.

## Actualidad
El museo ha sido escenario de diferentes eventos e incluso películas, en una de ellas, Bandidas se utilizó el edificio para representar al Banco Nacional.
Inicialmente la propuesta para ubicar en este edificio el museo fue rechazada por los diputados estatales al argumentar que es un lugar histórico y céntrico y que por lo tanto ahí se debía de localizar el despacho del ejecutivo.